# 전갈왕
전갈왕 1세 (fl. c. 기원전 3250년경)는 나카다 3기의 상이집트 통치자였다. 그는 고대 이집트의 첫 번째 통치자 중 한 명으로, 그에 대한 낙서화는 미확인된 선왕조 시대 통치자와의 전투를 묘사한다. 그의 무덤은 고대 이집트의 초기 와인 소비 증거로 알려져 있다.

## 무덤
전갈왕은 티니스에 살았을 것으로 추정되며, 아마도 상이집트의 첫 번째 진정한 왕이었을 것이다. 티니스 연맹 왕들이 묻혔던 아비도스의 왕실 묘지에서 발견된 U-j 무덤이 그의 것으로 여겨진다. 이 무덤은 고대에 약탈당했지만, 그 안에서는 많은 작은 상아 명판들이 발견되었다. 각 명판에는 무엇인가에 묶기 위한 구멍이 있었고, 각 명판에는 하나 이상의 상형문자 형태의 긁힌 이미지가 표시되어 있었는데, 이는 도시의 이름으로 추정된다. 아마도 공물과 조공이 어느 도시에서 왔는지 기록하기 위해 묶어두었던 것으로 보인다. 이 명판 중 두 개는 부바스티스와 부토라는 도시를 지명하는 것으로 보이며, 이는 전갈왕의 군대가 나일강 삼각주까지 침투했음을 보여준다. 전갈왕의 정복이 문자로 기록을 남길 필요를 시작하게 함으로써 이집트 상형문자 체계를 시작했을 수도 있다.

## 전투 묘사
1995년에 테반 사막 도로 조사에서 5,000년 된 낙서화가 발견되었는데, 이 낙서화에는 전갈왕의 상징이 새겨져 있고, 다른 원왕조 시대 통치자(아마도 나카다의 왕)에 대한 그의 승리가 묘사되어 있다. 낙서화에 언급된 패배한 왕이나 장소의 이름은 U-j에서도 발견된 "황소의 머리"였는데, 이는 황소 (파라오)를 매우 유력하게 지칭한다. 전갈왕 1세가 나카다의 왕을 물리친 후 상이집트를 통일했으며, 이는 네켄의 왕가가 티니스의 전갈왕 1세와 연합했음을 의미한다고 여겨진다.

## 와인 소비 증거
전갈왕의 무덤은 고고학계에서 고대 와인 소비의 증거로 알려져 있다. 무덤을 조사하던 고고학자들은 기원전 3150년경으로 추정되는, 와인과 일치하는 노란 잔여물이 담긴 수십 개의 수입 도자기 항아리를 발견했다. 항아리에서는 허브, 나무 수지 및 기타 천연 물질의 화학적 잔여물도 발견되었다. 무덤에서는 포도 씨앗, 껍질, 말린 과육도 발견되었다.